# Jochen Schneider
Jochen Schneider (Stuttgart, Alemania, 19 de septiembre de 1942) es un deportista alemán que compitió para la RFA en piragüismo en la modalidad de aguas tranquilas.  Ganó dos medallas en el Campeonato Mundial de Piragüismo en los años 1970 y 1971.

## Palmarés internacional
| Campeonato Mundial | Campeonato Mundial     | Campeonato Mundial | Campeonato Mundial |
| Año                | Lugar                  | Medalla            | Evento             |
| ------------------ | ---------------------- | ------------------ | ------------------ |
| 1970               | Copenhague (Dinamarca) | Medalla de plata   | K4 10 000 m        |
| 1971               | Belgrado (Yugoslavia)  | Medalla de bronce  | K1 10 000 m        |